# Mantella betsileo
Mantella betsileo es una especie de anfibio anuro de la familia Mantellidae.

## Distribución geográfica
Esta especie es endémica de Madagascar. Habita desde el nivel del mar hasta 900 m de altitud en un área amplia en el oeste y suroeste de la isla, así como alrededor de Isalo y Antsirabe.

## Descripción
Mantella betsileo mide de 18 a 26 mm. Su dorso varía de amarillento o naranja a marrón claro. Sus flancos son negros. Una línea clara corre a lo largo del labio superior. Su vientre es negro con manchas azules que son más prominentes en la garganta y donde forman un semicírculo debajo del labio inferior. Sus miembros son grisáceos; sus patas traseras tienen rayas negras.

## Etimología
El nombre de su especie le fue dado en referencia al lugar de su descubrimiento, la tierra de Betsileos.

## Publicación original
- Grandidier, 1872 : Descriptions de quelques Reptiles nouveaux découverts à Madagascar en 1870. Annales des sciences naturelles-zoologie et biologie animale, sér. 5, vol. 15, p. 6-11[6]